# 2020年航天活動列表
本表记录了2020年发生的所有重大航天事件。2020年共进行轨道发射114次，延续了2018年开始的年度100次以上轨道发射的记录，并与2018年发射次数持平。其中成功104次，失败10次。

## 概览

### 太阳系探索
在2020年，美国、中国、阿联酋分别开展了对火星的探测任务。阿联酋通过日本H-IIA运载火箭于7月19日发射了阿联酋希望号火星探测器，中国于7月23日发射了天问一号，美国于7月30日发射了火星2020探测车任务（包括毅力号火星探测器与机智号）。
在对太阳的探索方面，欧洲空间局的太阳轨道载具于2月10日发射。
在对月球的探索方面，中国发射了嫦娥五号登陆月球并采集样品返回。这是自1976年月球24号后首次月球采样返回任务，同时实现了首次无人月球轨道交会。
在对小行星的探索方面，10月20日，由美国于2016年发射的OSIRIS-REx成功在小行星101955采样。12月6日，由日本于2014年发射、于小行星龙宫采样返回的隼鸟2号的样本容器成功降落。

### 载人航天
SpaceX分别执行了SpaceX载人示范2号、SpaceX载人1号两次载人航天任务，首次实现了私人航天公司载人发射，同时也是2011年以来美国首次载人航天发射。俄罗斯执行了联盟MS-16、联盟MS-17两次载人航天任务。
此外，中国发射了新一代载人飞船试验船，对新一代载人飞船进行测试。

### 运载火箭创新
在2020年首飞的运载火箭有中国的谷神星一号运载火箭、快舟十一号运载火箭、长征五号B运载火箭、长征七号甲运载火箭、長征八號運載火箭，美国维珍轨道的LauncherOne、阿斯特拉太空的Rocket 3和伊朗的Qased。
SpaceX对旗下的下一代发射载具SpaceX星舰进行了数次试验。

## 轨道发射
| ← 一月 • 二月 • 三月 • 四月 • 五月 • 六月 • 七月 • 八月 • 九月 • 十月 • 十一月 • 十二月 → |

| ← 一月 • 二月 • 三月 • 四月 • 五月 • 六月 • 七月 • 八月 • 九月 • 十月 • 十一月 • 十二月 → |

| ← 一月 • 二月 • 三月 • 四月 • 五月 • 六月 • 七月 • 八月 • 九月 • 十月 • 十一月 • 十二月 → |

| ← 一月 • 二月 • 三月 • 四月 • 五月 • 六月 • 七月 • 八月 • 九月 • 十月 • 十一月 • 十二月 → |

| ← 一月 • 二月 • 三月 • 四月 • 五月 • 六月 • 七月 • 八月 • 九月 • 十月 • 十一月 • 十二月 → |

| ← 一月 • 二月 • 三月 • 四月 • 五月 • 六月 • 七月 • 八月 • 九月 • 十月 • 十一月 • 十二月 → |

| ← 一月 • 二月 • 三月 • 四月 • 五月 • 六月 • 七月 • 八月 • 九月 • 十月 • 十一月 • 十二月 → |

| ← 一月 • 二月 • 三月 • 四月 • 五月 • 六月 • 七月 • 八月 • 九月 • 十月 • 十一月 • 十二月 → |

| ← 一月 • 二月 • 三月 • 四月 • 五月 • 六月 • 七月 • 八月 • 九月 • 十月 • 十一月 • 十二月 → |

| ← 一月 • 二月 • 三月 • 四月 • 五月 • 六月 • 七月 • 八月 • 九月 • 十月 • 十一月 • 十二月 → |

| ← 一月 • 二月 • 三月 • 四月 • 五月 • 六月 • 七月 • 八月 • 九月 • 十月 • 十一月 • 十二月 → |

| ← 一月 • 二月 • 三月 • 四月 • 五月 • 六月 • 七月 • 八月 • 九月 • 十月 • 十一月 • 十二月 → |

## 发射统计

### 按国家（区域）
- 美国: 44
- 中国: 39
- 欧盟: 5
- 伊朗: 2
- 以色列: 1
- 印度: 2
- 日本: 4
- 俄罗斯: 16

| 国家（区域） | 国家（区域） | 发射数 | 成功数 | 失败数 | 部分失败数 | 备注                                         |
| ------------ | ------------ | ------ | ------ | ------ | ---------- | -------------------------------------------- |
|              | 美国         | 44     | 40     | 4      | 0          | 含七次在新西兰马希亚的电子号运载火箭的发射。 |
|              | 中国         | 39     | 35     | 4      | 0          |                                              |
|              | 歐洲         | 5      | 4      | 1      | 0          |                                              |
|              | 印度         | 2      | 2      | 0      | 0          |                                              |
|              | 伊朗         | 2      | 1      | 1      | 0          |                                              |
|              | 以色列       | 1      | 1      | 0      | 0          |                                              |
|              | 日本         | 4      | 4      | 0      | 0          |                                              |
|              | 俄羅斯       | 16     | 16     | 0      | 0          | 含一次在圭亚那的发射。                       |
| 总计         | 总计         | 114    | 104    | 10     | 0          |                                              |

### 按火箭
- 安塔瑞斯230+
- 阿丽亚娜-5
- 德尔塔-5
- 电子号
- 猎鹰9号（首次）
- 猎鹰9号（重复）
- 猎鹰重型
- H-IIA
- H-IIB
- 快舟一号甲
- 快舟十一号
- 长征二号
- 长征三号
- 长征四号
- 长征五号
- 长征六号
- 长征七号
- 长征八号
- 长征十一号
- 联盟-2 (俄罗斯)
- 联盟-ST (欧洲)
- PSLV
- GSLV Mk II
- GSLV Mk III
- SSLV
- 织女星
- 织女星C
- 其他

### 按发射场
- 酒泉
- 太原
- 文昌
- 西昌
- 黄海
- 圭亚那
- 萨迪什·达万
- 塞姆南
- 沙赫鲁德
- 帕尔马奇姆
- 种子岛
- 拜科努尔
- 玛希亚
- 普列谢茨克
- 东方
- 卡纳维拉尔角
- 肯尼迪
- 中大西洋区
- 莫哈韦
- 科迪亚克
- 范登堡

### 按轨道
- 跨大气层
- 近地轨道
- 近地轨道
（国际空间站）
- 太阳同步轨道
- 近地轨道
（逆行）
- 中地球轨道
- 地球（倾斜）同步轨道
- 地球倾斜同步轨道
- 高地球轨道
- 日心轨道